# Bike与旧电钢
《Bike与旧电钢》，又名《自行车与旧电钢》，是2013年的一部中国音乐纪录片。导演邵攀，记录了张宜苏、张鹏程两位主人公的音乐人生。
影片以一群有着音乐梦想的人们为关注对象，在平凡琐碎的生活中，突出了他们的理想与生存状态，讲述他们最终通过音乐走向平静、走向善良、走向阳光的故事。2014年，获得西安国际影像节专业组“金俑奖”。